# Otto II van Mâcon
Otto II van Mâcon (overleden in 1049) was van 1004 tot aan zijn dood graaf van Mâcon. Hij behoorde tot het huis Ivrea.

## Levensloop
Otto was de enige zoon van graaf Gwijde I van Mâcon uit diens huwelijk met Adelheid, dochter van graaf Lambert I van Chalon.
In 1004 volgde hij zijn overleden vader op als graaf van Mâcon, wat hij bleef tot aan zijn eigen dood in 1049. 
Otto was gehuwd met Elisabeth, dochter van heer Hendrik van Vergy. Ze kregen een zoon Godfried (overleden in 1065), de opvolger van Otto als graaf van Mâcon.